# Municipio de Taylor (condado de Blair)
El municipio de Taylor (en inglés: Taylor Township) es un municipio ubicado en el condado de Blair en el estado estadounidense de Pensilvania. En el año 2000 tenía una población de 2.239 habitantes y una densidad poblacional de 37.4 personas por km².

## Geografía
El municipio de Taylor se encuentra ubicado en las coordenadas 40°19′N 78°25′O / 40.32, -78.41.

## Demografía
Según la Oficina del Censo en 2000 los ingresos medios por hogar en la localidad eran de $41,635 y los ingresos medios por familia eran $45,795. Los hombres tenían unos ingresos medios de $30,368 frente a los $23,438 para las mujeres. La renta per cápita para la localidad era de $18,260. Alrededor del 3,0% de la población estaban por debajo del umbral de pobreza.